# راهبه‌مرغ پیشانی‌سفید
راهبه‌مرغ پیشانی‌سفید (نام علمی: Monasa morphoeus) گونه‌ای از پرندگان نزدیک گنجشک‌سان در تیرهٔ پفی‌مرغان (Bucconidae)، پفی‌مرغ‌ها، راهبه‌مرغ‌ها و راهبک‌ها است. این پرنده در بولیوی، برزیل، کلمبیا، کاستاریکا، اکوادور، هندوراس، نیکاراگوئه، پاناما، پرو و ونزوئلا یافت می‌شود.

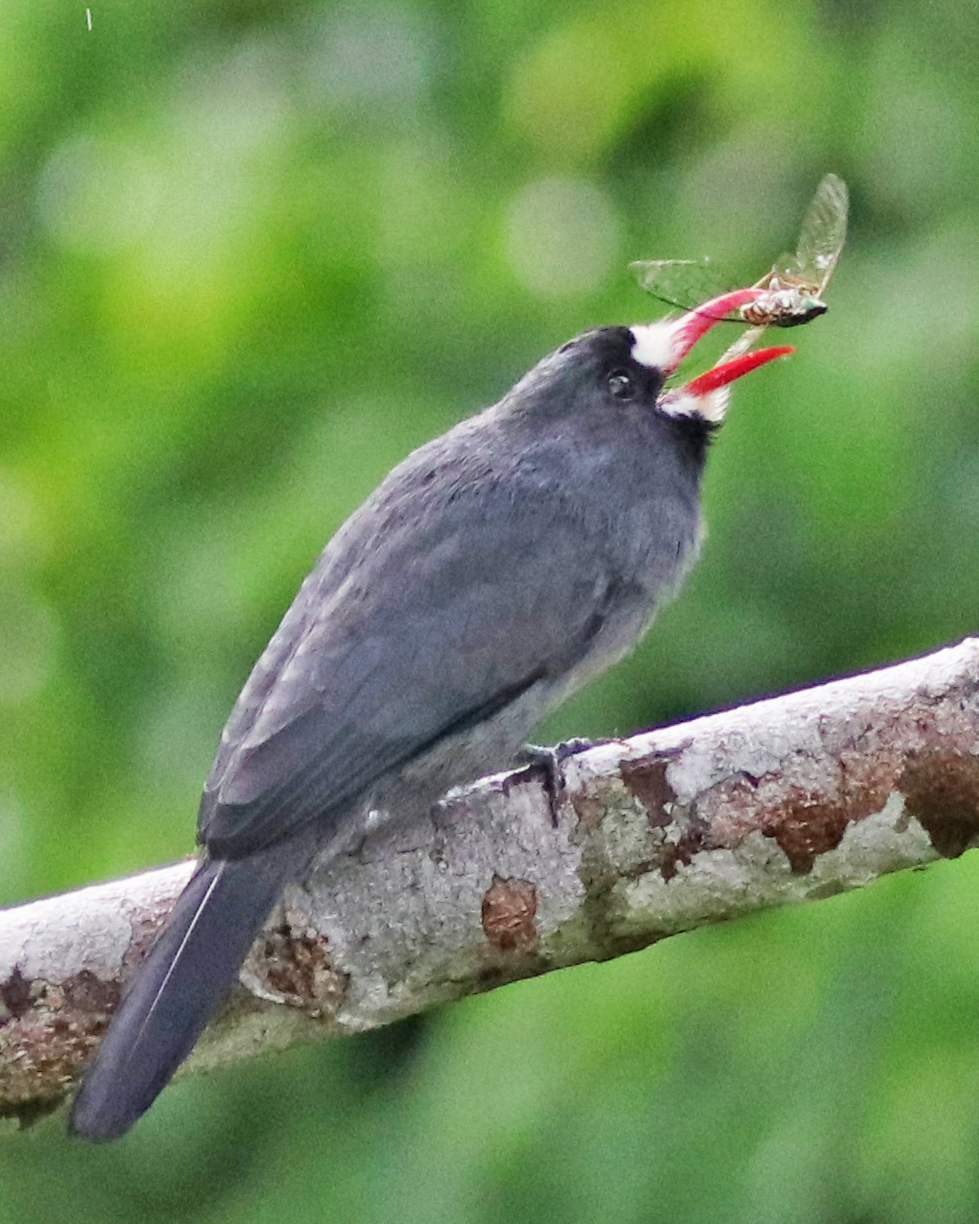
خوردن جیرجیرک در شرق اکوادور